# Episodi di LEGO Ninjago: La rivolta dei draghi (prima stagione)
La prima stagione, della serie animata Ninjago: La rivolta dei draghi (Ninjago: Dragons Rising), è composta da due parti di dieci episodi, per un totale di venti episodi, ciascuno della durata di 22 minuti.
Negli Stati Uniti d'America, in Canada e nell'America Latina, la prima parte della stagione è stata pubblicata il 1º giugno 2023. La seconda parte, invece, è stata pubblicata in lingua originale il 12 ottobre 2023.
In Italia, la prima parte della stagione è stata rilasciata a partire dal 26 giugno 2023 su Cartoon Network, canale nel quale è stato trasmesso un episodio al giorno alle 20.55 dal lunedì al venerdì. Gli episodi sono stati disponibili on demand per gli abbonati Sky con pacchetto "Famiglia" ed in streaming sulla piattaforma Now TV fino ad un mese dalla prima messa in onda. La seconda parte, invece, è andata per la prima volta in onda sul canale Boing del digitale terrestre, dal 27 novembre all'8 dicembre 2023 alle 15.20.
La stagione segue gli avvenimenti dell'ultima stagione Cristallizzati della serie originale LEGO Ninjago, discostandosi dal passato, tuttavia, in quanto a contesto e personaggi: vengono infatti introdotti Arin e Sora, il nuovo duo protagonista che dovrà salvare Ninjago dallo scompiglio causato dalla fusione dei regni.
| nº            | Titolo originale                   | Titolo italiano                    | Prima TV USA    | Prima TV Italia  |
| Prima parte   | Prima parte                        | Prima parte                        | Prima parte     | Prima parte      |
| ------------- | ---------------------------------- | ---------------------------------- | --------------- | ---------------- |
| 1             | The Merge: Part 1                  | La fusione: Parte 1                | 1º giugno 2023  | 26 giugno 2023   |
| 2             | The Merge: Part 2                  | La fusione: Parte 2                | 1º giugno 2023  | 27 giugno 2023   |
| 3             | Crossroads Carnival                | Il Carnevale di Crossroads         | 1º giugno 2023  | 28 giugno 2023   |
| 4             | Beyond Madness                     | Oltre la follia                    | 1º giugno 2023  | 29 giugno 2023   |
| 5             | The Writers of Destiny             | Scrittori del destino              | 1º giugno 2023  | 30 giugno 2023   |
| 6             | Return to Imperium                 | Ritorno a Imperium                 | 1º giugno 2023  | 3 luglio 2023    |
| 7             | Mindless Beasts                    | Liberiamo tutti i draghi           | 1º giugno 2023  | 4 luglio 2023    |
| 8             | I Will Be the Danger               | Io sono il pericolo                | 1º giugno 2023  | 5 luglio 2023    |
| 9             | The Calm Inside                    | La pace interiore                  | 1º giugno 2023  | 6 luglio 2023    |
| 10            | The Battle of the Second Monastery | La battaglia del Secondo Monastero | 1º giugno 2023  | 7 luglio 2023    |
| Seconda parte |                                    |                                    |                 |                  |
| 11            | The Temple of the Dragon Cores     | Il Tempio dei Nuclei del Drago     | 12 ottobre 2023 | 27 novembre 2023 |
| 12            | Gangs of the Sea                   | Battaglia marittima                | 12 ottobre 2023 | 28 novembre 2023 |
| 13            | Wyldly Inappropriate               | Le Zanelimpiadi                    | 12 ottobre 2023 | 29 novembre 2023 |
| 14            | The Last Djin                      | L'ultimo Djinn                     | 12 ottobre 2023 | 30 novembre 2023 |
| 15            | They Call it Doom                  | Alla Ricerca dei Nuclei            | 12 ottobre 2023 | 1º dicembre 2023 |
| 16            | Land of Lost Things                | La Terra delle cose perdute        | 12 ottobre 2023 | 4 dicembre 2023  |
| 17            | The Administration                 | L’Amministrazione                  | 12 ottobre 2023 | 5 dicembre 2023  |
| 18            | Absolute Power                     | Potere assoluto                    | 12 ottobre 2023 | 6 dicembre 2023  |
| 19            | We Are all Dragons                 | Siamo tutti Draghi                 | 12 ottobre 2023 | 7 dicembre 2023  |
| 20            | The Power Within                   | Il Potere interiore                | 12 ottobre 2023 | 8 dicembre 2023  |

## La fusione: Parte 1
- Titolo originale: The Merge: Part 1
- Diretto da: Daniel Ife
- Scritto da: Kevin Burke e Chris "Doc" Wyatt

### Trama
Nel regno di Ninjago, un ragazzino di nome Arin imita davanti ai suoi genitori le mosse dei ninja, i suoi più grandi eroi, di cui ha una profonda stima. Ma qualcosa nel mondo cambia improvvisamente. Nel cielo si apre una spaccatura che risucchia persone, case e oggetti, creando distruzione e caos. Arin viene risucchiato da questa spaccatura, ma viene salvato in tempo proprio dai ninja. È in quel momento che incontra per la prima volta i suoi eroi: Jay, ninja del fulmine, Kai, ninja del fuoco, Cole, ninja della terra, Zane, ninja del ghiaccio, Nya, ninja dell'acqua e Lloyd, il leggendario ninja verde. La squadra porta Arin in salvo, ma nell'istante successivo, la spaccatura nel cielo esplode, creando la fusione. Arin comprende, quindi, che tutti i regni leggendari di cui aveva sentito parlare sono reali, e si sono fusi con Ninjago per qualche strana ragione, cambiando radicalmente la mappa del mondo.
Anni dopo, nessuno sa dove siano finiti i ninja, ma Arin, dopo aver perso i suoi genitori,  ha fatto amicizia con una ragazzina di nome Sora, amante della tecnologia. Insieme, cercano di rubare, da un magazzino di cianfrusaglie, un pezzo metallico, poiché non hanno soldi per comprarlo. Dopo la fusione, infatti, Arin e Sora si sono trasferiti a Crossroads, in un attico tutto per loro, da dove si vede il regno di Imperium, da cui Sora proviene. Sora avverte Arin che la bellezza di Imperium è dovuta allo sfruttamento dei draghi, ed è per questo, che dopo la fusione con Ninjago, è andata via da lì. A Imperium, infatti, il generale Rapton e i suoi artigli stanno tenendo prigionieri dei draghi sotto il comando di un uomo tigre chiamato Lord Ras. Uno dei draghetti prigionieri, però, riesce a fuggire, mandando su tutte le furie Rapton, che comincia a inseguirlo.
A Crossroads, Sora e Arin partecipano a una gara tra mech per vincere dei soldi, ma non avendo una quota per pagare l'iscrizione, corrompono, con una torta, Mr. Frohicky, l'uomo rana che si occupa di far entrare i partecipanti in gara. Arin e Sora, quindi, partecipano alla gara, ma una loro rivale, Kreel, allenta il cavo di raffreddamento del loro mech, in modo tale che, all'utilizzo del turbo bust, il motore esploda. La gara comincia, con Arin e Sora che se la giocano con Kreel. Tuttavia, arrivati quasi al traguardo, la strada sprofonda, facendo fermare i partecipanti. Dal buco, esce il draghetto inseguito da Rapton e gli artigli di Imperium. Sora, sapendo che fine farebbe quel drago, decide, insieme ad Arin, di uscire fuori dalla gara e salvare la piccola creatura, ma utilizza il turbo bust e il mech esplode, facendo cadere Arin, Sora e il draghetto nel vuoto, sotto un viadotto. Durante la caduta, il draghetto dà uno strano potere a Sora che, a mezz'aria, riesce a ricomporre i pezzi del Mech e a risalire sul viadotto, dove sfuggono ancora a Rapton. In quel momento, arriva Ras a porre fine alla situazione, che mette fuorigioco i due ragazzini e il draghetto, ordinando a Rapton di disporli sul treno. Arin e Sora vengono, quindi, imprigionati nel treno dagli artigli di Imperium, ma quando tutto sembra perduto, nel loro vagone entra il ninja verde Lloyd, giunto per salvarli.

## La fusione: Parte 2
- Titolo originale: The Merge: Part 2
- Diretto da: Shane Poettcker
- Scritto da: Kevin Burke e Chris "Doc" Wyatt

### Trama
Lloyd libera Arin e Sora, rivelando loro di essere riuscito a trovarli dopo averli visti combattere sul viadotto contro gli artigli di Imperium. Lloyd, infatti, crede che Arin sia un ninja, poiché in grado di fare lo spinjitzu, ma il ragazzino afferma che non è così. Lloyd, quindi, rimane impressionato dal fatto che Arin abbia imparato lo spinjitzu da solo. Intanto, Rapton e i suoi scagnozzi attaccano Lloyd. Arin, invece, libera il draghetto, mentre Sora cerca di utilizzare il suo potere. Dopo una breve lotta, i tre saltano dal treno e provano a capire da dove viene il draghetto. Quest'ultimo li aiuta costruendo, con delle piccole rocce, una riproduzione del suo posto natio, ovvero delle montagne.
Per capire da quali montagne proviene il drago, Lloyd porta Arin e Sora al monastero di spinjitzu e racconta loro che Kai, il ninja del fuoco, ha esplorato nuove terre dopo la fusione. Kai ha inviato appunti sui luoghi che ha visitato e, su uno di questi, Lloyd trova il posto che stavano cercando, ovvero la terra delle tre montagne. Il ninja verde ammette, però, che, per arrivarci, devono usare l'aeronave dei ninja, ovvero il Bounty, che tuttavia è mal funzionante e rotto. Sora decide, quindi, di ripararlo, mentre Lloyd racconta ad Arin che cosa ha fatto per tutto il tempo in cui è stato assente dalla vita pubblica.
Tutto cominciò un momento prima della fusione, quando il maestro Wu aveva mandato il ninja verde a prendere delle vecchie pergamene per fare una ricerca su qualcosa che definiva coalescenza. In quel momento, avvenne la fusione e i ninja cercarono di proteggere la città dai terremoti e dalle forti tempeste. Dopo una grossa scossa, Lloyd si risvegliò nel monastero da solo, accorgendosi che il mondo attorno a sé era cambiato drasticamente. Pertanto cercò di fare delle ricerche utilizzando le pergamene del maestro Wu, andate, però, quasi completamente distrutte. L'unica cosa che Lloyd riuscì a capire era che la fusione era legata a qualcosa chiamato draghi sorgente. Per settimane credette di essere da solo, finché un giorno trovò il Bounty davanti al monastero. All'interno dell'aeronave, Lloyd trovò proprio Kai, che dopo la fusione si era risvegliato in un'isola a lui sconosciuta e aveva attraversato strani regni per trovare gli altri ninja. Lloyd e Kai col tempo, capirono che le crepe nel cielo, ovvero le fusioscosse, potevano essere chiuse utilizzando i poteri degli elementi. Dopo un po' di tempo, quindi, Kai decise di partire per cercare qualcuno che potesse aiutarli, mentre Lloyd rimase a Ninjago per proteggere le persone da eventuali pericoli.
Dopo aver raccontato la storia, Lloyd viene avvisato da Sora che il Bounty è di nuovo funzionante ed è stato riparato. Pertanto, i tre partono insieme al draghetto per la terra delle tre montagne. Tuttavia, vengono seguiti dagli artigli di Imperium, che tentano di attaccarli. Il Bounty viene colpito, ma mentre sta per schiantarsi, viene afferrato da un drago gigante parlante, dalla voce femminile, matriarca degli altri draghi, che chiede a Lloyd, Arin e Sora cosa abbiano fatto a Riyu. In quel momento, i tre capiscono che il nome del draghetto è proprio Riyu, e raccontano di averlo salvato dagli artigli di Imperium, che intanto continuano ad attaccare gli altri draghi. La matriarca, allora, interviene, ma viene legata dalle corde dei cacciatori. Lloyd, allora, si mette in mezzo, sconfiggendo gli scagnozzi di Rapton e avvisando la matriarca del fatto che Riyu è riuscito a potenziare i poteri di Sora. Pertanto Lloyd chiede alla matriarca di fare lo stesso. Il ninja verde viene quindi potenziato, creando un nuovo spinjitzu più potente, facendo fuggire Rapton. Lloyd capisce che per sconfiggere gli artigli di Imperium ha bisogno di aiuto e propone ad Arin e Sora di addestrarli. Anche Riyu decide di rimanere con loro e non restare nella terra delle tre montagne. Intanto, tramite videochiamata, Ras avvisa la sua sovrana, l'imperatrice Beatrix, del fatto che il ninja verde si è fatto vedere e si è messo in contatto con un drago matriarca. L'imperatrice afferma quindi che Imperium avrà presto abbastanza potere dei draghi per prendere il controllo su tutti i regni della fusione.

## Il Carnevale di Crossroads
- Titolo originale: Crossroads Carnival
- Diretto da: Daniel Ife
- Scritto da: Hanah Cook

### Trama
Al monastero di spinjitzu, Lloyd sveglia Arin e Sora all'alba per cominciare ad addestrarli. Tuttavia, mentre Arin sembra determinato a diventare un ninja, Sora vuole andare a Crossroads per festeggiare il carnevale annuale. Nonostante Lloyd ammette che questo carnevale possa essere un buon modo per svagarsi, ammette anche che è una distrazione per l'addestramento. Pertanto, il ninja verde comincia a impersonificare in modo maldestro il maestro Wu, supponendo che sia un ottimo modo per allenare Arin e Sora.
Alla fine della giornata, Lloyd comunica ad Arin e Sora di andare a riposare, per poi risvegliarsi il mattino successivo per riprendere con l’addestramento. Tuttavia, i due ragazzini, vogliosi di andare al carnevale di Crossroads, escono di nascosto dal monastero.
Portano con loro anche Riyu, ma poiché un drago attirerebbe l'attenzione, decidono di travestirlo usando il tappeto di meditazione di Lloyd. Intanto, Kreel e la sua banda rapiscono Lobbo, il piccolo robottino che ha vinto la gara tra mech di qualche giorno prima. Arin e Sora decidono di intervenire per salvare Lobbo, e inseguono Kreel. Quest'ultima vuole avere i soldi vinti da Lobbo durante la gara, ma alla comparsa di Arin e Sora, decide di fare con loro un accordo. Kreel, infatti, ammette che un suo amico, chiamato Targle, è stato rapito da un misterioso rapitore che chiede un enorme riscatto. Kreel promette che se Arin e Sora le riporteranno Targle, allora libererà Lobbo. I due ragazzini accettano e si mettono alla ricerca del disperso.
Intanto, Lloyd scopre che Arin e Sora sono scappati dal monastero e decide di andare a riprenderli dirigendosi a Crossroads. Quando arriva nel quartiere, Lloyd trova un tendone con dei quadri che rappresentano i ninja e scopre quindi che ciò che lui e i suoi compagni hanno fatto per Ninjago non è stato dimenticato. Quando esce dal tendone, Lloyd trova per terra dei pezzi del suo tappeto di meditazione, capendo di poter finalmente rintracciare Arin e Sora. Questi ultimi, nel frattempo, trovano un passaggio segreto dietro un cassonetto. Il passaggio li conduce in una sala teatro dove trovano una gabbia al cui interno c'è proprio Targle. In quel momento, fa la sua entrata Dorama, un mago di grande fama, amato da tutti a Crossroads. Arin e Sora comprendono che è stato lui a catturare Targle, per cui cercano di affrontarlo invano. Fa il suo ingresso Lloyd, che seguendo le tracce trova Arin e Sora e gli aiuta a mettere fuori gioco Dorama. Il mago viene quindi messo nella gabbia, mentre Lloyd chiama le autorità per procedere con l'arresto. Il ninja verde, quindi, insieme ad Arin e Sora, riporta prima Targle a Kreel, che libera Lobbo, e poi torna al monastero, avvisando i due ragazzini che all'alba avrebbero ripreso l'addestramento. Tuttavia, la chiamata fatta da Lloyd alle autorità viene intercettata da Ras, che si presenta nella sala teatro e libera Dorama, comunicandogli che ha un lavoro per lui.

## Oltre la follia
- Titolo originale: Beyond Madness
- Diretto da: Shane Poettcker
- Scritto da: Kevin Burke e Chris "Doc" Wyatt

### Trama
Arin e Sora continuano ad allenarsi, con l'aiuto di Lloyd, al monastero di spinjitzu. All'improvviso, il vecchio Bounty, preso da Kai per cercare gli altri ninja, si schianta nella valle vicino alla montagna del monastero. L'aeronave, tuttavia, è senza un pilota, per cui Lloyd e i suoi allievi cercano indizi al suo interno. Il ninja verde, oltre a segni di incendio, trova gli appunti di Kai, dove è presente la direzione da cui è venuto il Bounty. I tre, quindi, insieme al loro draghetto Riyu, si dirigono in quel posto con il nuovo Bounty. Nel frattempo, a Imperium, Ras aspetta risposte dalla dottoressa LaRow per quanto riguarda Dorama, ovvero il mago reclutato al carnevale di Crossroads. La dottoressa rivela a Ras che Dorama sa più di chiunque altro su come estrarre l'energia esotica per creare un marchingegno chiamato Photac, ma rivela anche che il mago non è in grado di produrre altre serie, poiché solo una persona può farlo.
Intanto, Lloyd, Sora, Arin e Riyu giungono nel posto che stavano cercando, scoprendo che si tratta del regno della follia. Notano subito come dei mostri di roccia, definiti da Lloyd come cregling, stanno combattendo contro dei draghi di terra. Nonostante il dissenso del ninja verde, Sora e Arin intervengono subito nel combattimento, senza avere un piano, per difendere i draghi, ma, nel mezzo della lotta, Lloyd viene colpito da un getto d'acqua, scoprendo che a favore dei cregling sta combattendo Nya. Arin rivela a Sora che Nya fa parte del gruppo originale dei ninja ed è la maestra dell'acqua. Nya, dopo aver riabbracciato Lloyd, rivela che ad essere cattivi sono i draghi, che hanno attaccato il rifugio dei cregling. Pertanto, porta Lloyd e i suoi allievi dal capo dei mostri di roccia, che offre loro del fango come cibo. Durante il banchetto, Nya racconta di essersi svegliata lontana dal regno della follia, ma mentre s'incamminava per tornare a Ninjago, ha scoperto che il regno da cui provengono i draghi della terra è finito proprio vicino a quello della follia. I draghi della terra hanno cominciato a mangiare il terreno vitale dei cregling, diventando più grandi e feroci. Nya, nel villaggio dei cregling ha trovato anche Kai, con cui ha escogitato un piano di battaglia per allontanare i draghi, ma, non andando a buon fine, Nya ha inviato il Bounty al monastero con il pilota automatico, mentre Kai è scomparso dopo essere stato travolto da una roccia.
Kai, all’insaputa di Nya, si è salvato e dopo aver camminato un bel po', riesce a trovare il villaggio dei cregling. Tuttavia, si imbatte in dei draghi di terra, attirando la loro attenzione verso il villaggio, verso dove corre. Sentendo i rumori, Lloyd, Nya, Arin, Sora e Riyu escono dalla fortezza e vedono i draghi inseguire il ninja del fuoco. I ninja affrontano i due draghi, non riuscendo tuttavia a fermare il loro intento di mangiare il terreno vitale dei cregling. A quel punto, Riyu decide di sprigionare un potere che sovraccarica i draghi della terra, facendo uscire l'energia mangiata dai loro corpi e permettendole di tornare nel terreno sacro, ridando vita a cregling che si erano sgretolati e mostrando loro che esistono anche draghi buoni.

## Scrittori del destino
- Titolo originale: The Writers of Destiny
- Diretto da: Daniel Ife
- Scritto da: Kevin Burke e Chris "Doc" Wyatt

### Trama
Dopo essere stati nel regno della follia, i ninja tornano al monastero, ma durante il viaggio s'imbattono nel regno delle nuvole. Lloyd suppone che non lo hanno incrociato all'andata poiché si tratta di un regno fluttuante. Mentre passano per il regno, scoprono che anche lì non mancano i pericoli. Infatti, un mostro con un occhio e diversi tentacoli, sbucato da una fusioscossa, sta attaccando il regno. I ninja intervengono immediatamente e spingono la bestia nella fusioscossa, per poi chiuderla con i poteri degli elementi.
Dopo la battaglia, i ninja vanno a parlare con i monaci delle nuvole, che si rivelano tutt'altro che grati, poiché si credono loro i veri artefici della vittoria, grazie a ciò che scrivono. Lloyd spiega ad Arin e Sora che, infatti, i monaci delle nuvole si credono responsabili di tutti gli eventi che scrivono nelle pergamene, ma se qualcosa non va come loro scrivono, non ne tengono conto. Tuttavia, Nya, supponendo che i monaci scrivono tutto quello che succede, presume che il modo definitivo per fermare le fusioscosse si trovi negli archivi del regno delle nuvole. Suetonius, il capo dei monaci, accetta di mostrare ai ninja gli archivi e ordina a un monaco chiamato Marcus di portarli in biblioteca. Solo Arin e Sora rimangono fuori in caso qualcosa andasse storto, ma i due si accorgono che Euphrasia, una delle ragazze monaci, è un maestro elementale, nello specifico il nuovo maestro del vento. Euphrasia rivela ai ragazzini che non può mostrare di essere un maestro del vento, in quanto verrebbe bandita dal regno poiché i monaci usano solo le parole per agire e non le azioni stesse. Mentre Arin e Sora sono distratti, nel regno delle nuvole fa la sua comparsa Rapton, insieme agli artigli di Imperium, intento a catturare i draghi di nascosto, mentre i ninja sono distratti.
Lloyd, Kai e Nya vengono portati da Marcus nella biblioteca degli archivi, dove dei vermi sono incaricati di trovare informazioni. Tuttavia, quando ai vermi viene chiesto di trovare qualcosa su come fermare le fusioscosse, essi vanno in rivolta e attaccano i ninja, intrappolandoli in dei boccioli di ragnatela. Nel frattempo, fuori dalla biblioteca, la fusioscossa si riapre, facendo entrare ancora la bestia di tentacoli, insieme ad altre due. Arin va a cercare i ninja e gli libera dai vermi. Tutti insieme combattono le bestie, ma vanno in evidente difficoltà. In quel momento, allora, interviene Euphrasia con il suo potere del vento, e grazie al suo aiuto le bestie vengono rispedite all'interno delle fusioscosse. Dopo la battaglia, Suetonius non bandisce Euphrasia dal regno, ammettendo che è il momento di aggiornare il modo di agire del regno delle nuvole. Intanto, Marcus non riesce a spiegarsi perché i vermi della biblioteca si siano rivoltati, supponendo che siano stati condannati ad agire così quando vengano chieste loro informazioni proibite. Nya, quindi, decide di restare nel regno delle nuvole per cercare informazioni a mano nella biblioteca, mentre Lloyd, Kai, Arin, Sora e Riyu tornano al monastero. Invece, a Imperium, Rapton avvisa Ras di aver catturato i draghi senza che i ninja ne sapessero nulla. Ras si ritiene soddisfatto in quanto Imperium sta sempre agendo all'oscuro dei ninja e il loro piano procede egregiamente.

## Ritorno a Imperium
- Titolo originale: Return to Imperium
- Diretto da: Shane Poettcker
- Scritto da: Liz Hara

### Trama
Lloyd, Arin, Kai e Sora intervengono in una missione da parte degli artigli di Imperium, nella quale stanno cercando di catturare un drago. Tuttavia, durante la battaglia, Rapton utilizza uno strano marchingegno che fa apparire una tecno-bestia digitale indistruttibile di luce dura, che Sora spiega chiamarsi Photac. Quando gli altri chiedono a Sora come faccia a saperlo, la ragazza rivela che è stata lei stessa a creare il Photac quando era a Imperium.
In un flashback, viene, infatti, mostrato come Sora, quando era bambina, aveva un altro nome, ovvero Ana, e molto prima della fusione, aveva creato, nel laboratorio della sua scuola, il Photac, con l'intento di far apparire piccole creature innocue fatte di luce dura. All'epoca, la grande idola di Ana era la dottoressa LaRow, che lavorava per il laboratorio dei sistemi avanzati per l'imperatrice Beatrix, sovrana di Imperium. Un giorno, la dottoressa LaRow si presentò alla scuola, dove Ana era con i suoi genitori, rivelando di volere la ragazzina nel suo laboratorio a lavorare con lei, per migliorare e potenziare il Photac. Ana accettò subito, ma quando venne portata nel laboratorio dei sistemi avanzati, scoprì che la dottoressa e gli altri scienziati volevano usare il Photac per creare mostri potenti e rendere più forte l'esercito di Imperium, sfruttando l'energia dei draghi e prosciugando i loro poteri. Uno dei draghi sfruttati si chiamava Sora, pertanto, Ana, non volendo far del male al drago, scappò via dal laboratorio, capendo che tutta l'energia di Imperium sfrutta il loro potere. Sentendo i suoi genitori distaccati e reputando l'imperatrice e i suoi scagnozzi persone cattive, Ana, dopo la fusione, vedendo Ninjago in lontananza, decise di scappare da Imperium e di cambiare il suo nome in Sora, prendendo proprio spunto dal drago incontrato nel laboratorio.
Sora, nel presente, avvisa Lloyd di voler tornare a Imperium, poiché deve distruggere lei stessa il Photac, in quanto loro creatrice. Mentre Kai resta al monastero di spinjitzu per proteggere Ninjago da eventuali fusioscosse, il ninja verde, Arin e Riyu decidono di andare con Sora a Imperium, optando di entrare dalle fognature. L'idea si rivela pessima, ma i tre riescono a travestirsi come imperiani e a nascondere Riyu in uno zaino. Tuttavia, una guardia si arrabbia con loro poiché non indossano delle spalline, in quanto regola posta dall'imperatrice. Tuttavia, la punizione per tale infrazione è una semplice presa in giro nella TV che trasmette in tutto il regno. I ninja, non potendo rischiare di essere visti da tutti a Imperium, affrontano le guardie, facendo saltare la copertura. Arin e Lloyd combattono, mentre Sora si reca nel laboratorio per disattivare per sempre il Photac. Tuttavia, quando giunge lì, si trova faccia a faccia proprio con la dottoressa LaRow.

## Liberiamo tutti i draghi
- Titolo originale: Mindless Beasts
- Diretto da: Daniel Ife
- Scritto da: Eugene Son

### Trama
Mentre combatte le guardie imperiane, Lloyd vede spuntare l'elemento del fuoco e pensa che Kai sia a Imperium. Tuttavia, Lloyd si accorge che quel potere è di un'altra persona, liberata da una cella, per sbaglio, proprio da lui. Si tratta di una ragazza rozza e aggressiva, che si presenta con il nome di Wyldfyre e attacca Lloyd, in quanto lo scambia per un nemico. Nel frattempo, Arin fugge via dal palazzo insieme a Riyu, e i due si nascondono in un cassonetto dell'immondizia. Arin, però, esce allo scoperto quando vede dei ragazzi lavorare come lava-finestre, cadere dall'impalcatura. Questi ragazzi, il cui leader si presenta come Percival, ringraziano Arin e cominciano ad ammirarlo, in quanto reputano la sua mossa di salvataggio magnifica.
Sora, recatosi nel laboratorio dei sistemi avanzati per distruggere il Photac, discute con la dottoressa LaRow, rivelando il motivo per cui è scappata, cioè che Imperium sfrutta e fa del male ai draghi. La dottoressa afferma che non ha avuto più bisogno di lei e che dopo la fusione è riuscita a moltiplicare i Photac grazie a un "consulente non convenzionale". Sora scopre che questo consulente è Dorama, il mago che dovrebbe essere in prigione, dopo quello che aveva fatto al carnevale di Crossroads. Tuttavia, la dottoressa ammette che non sono riusciti a inizializzare i Photac, per cui chiede a Sora di farlo. La ragazza si rifiuta, ma la dottoressa la ricatta, dicendo che se non lo avesse fatto, avrebbe fatto del male proprio al drago da cui Sora ha preso il nome. La ragazza, allora, si mette al lavoro, ma crea nel Photac una bomba di luce che acceca LaRow e Dorama, permettendo a lei e al drago di fuggire.
Nel frattempo, nel regno delle nuvole, Nya, rimasta a fare ricerche sulla fusione, trova una strana mappa, che però non sa dove conduce. A Imperium, Riyu rimasto nel cassonetto, viene scoperto da Percival e i ragazzi che stavano idolatrando Arin. Quest'ultimo, allora, scappa via per le strade del regno. Lloyd, invece, dopo aver fatto capire a Wyldfyre di essere un alleato, viene convinto da lei a liberare la sua famiglia. Quando giungono alle celle, Lloyd scopre che la famiglia di Wyldfyre è un drago di nome Heatwave. Capendo, quindi, che nelle celle sono intrappolati tutti i draghi, il ninja verde decide di liberarli. Intanto, Sora si trova faccia a faccia con Rapton e i suoi artigli, ma, non potendo competere, viene portata di nuovo nel laboratorio dalla dottoressa LaRow, dove stavolta c'è anche Lord Ras, che la costringe una volta per tutte ad attivare i Photac. Sora, non avendo altra scelta, esegue l'ordine e Ras ammette che, d'ora in poi, l'esercito di Imperium sarà inarrestabile.

## Io sono il pericolo
- Titolo originale: I Will Be the Danger
- Diretto da: Shane Poettcker
- Scritto da: Kevin Burke e Chris "Doc" Wyatt

### Trama
In un flashback viene mostrato come, anni prima della fusione, una piccola navicella si schiantò nelle regno delle Terre selvagge. Dall'interno della navicella sbucò una bambina; si trattava di Wyldfyre, che venne salvata da un drago, Heatwave. Wyldfyre e Heatwave crebbero insieme, anche grazie all'aiuto del robot "assistente vocale" che era nella navicella. Dopo la fusione, Heatwave venne catturato dagli artigli di Imperium e Wyldfyre si apprestò a salvarlo, avvisata però dall'assistente vocale della pericolosità di ciò che voleva fare. Wyldfyre rispose che era lei il pericolo e seguì gli artigli di Imperium.
Nel presente, a Imperium, Wyldfyre e Lloyd hanno liberato tutti i draghi, ma le guardie tentano di fermarli. Lloyd apre quindi il tetto della prigione e fa scappare tutti i draghi, che tuttavia non possono andare via da Imperium, poiché il regno è circondato da un'elettro-barriera. Lloyd e Wyldfyre decidono, quindi, di dirigersi alla porta principale per scappare da lì. Nel frattempo, Arin, dopo essere stato scoperto, decide di fuggire, ritrovandosi con Lloyd per le strade della città. Intanto, Ras chiama Rapton e i suoi artigli a rapporto nel laboratorio dei sistemi avanzati per munirli dei Photac attivati da Sora, che stufa di restare prigioniera, colpisce alla testa la dottoressa LaRow, mette fuorigioco Dorama e poi scappa dal laboratorio.
Lloyd e Arin si riconciliano con Sora, che ammette di aver attivato i Photac dopo essere stata costretta. Tuttavia, rivela che grazie all'aiuto di Riyu può disattivare i Photac e porre fine alla battaglia. In quel momento, Arin si accorge di aver perso Riyu, catturato da Percival, che volendo entrare negli artigli di Imperium, lo sta portando al palazzo centrale della città. Arin e Sora capiscono quindi di dover salvare Riyu e vanno subito a cercarlo. Nel frattempo, a Ninjago, nel monastero di Spinjitzu, Kai, mentre gioca a videogiochi, sente uno spirito che lo conduce nell'ascensore. Kai ci entra, ma l'ascensore scende molto velocemente e lo conduce davanti a una strana porta. Kai ci entra seguendo lo spirito, ma all'interno della struttura, trova, a sua sorpresa, sua sorella Nya.

## La pace interiore
- Titolo originale: The Calm Inside
- Diretto da: Daniel Ife
- Scritto da: Kevin Burke e Chris "Doc" Wyatt

### Trama
Lloyd, con i draghi e Wyldfyre, combatte contro gli artigli di Imperium e i Photac. Nel frattempo, Arin e Sora cercano Riyu in tutta la città di Imperium. Arin, supponendo che la squadra di protezione degli adolescenti voleva catturare Riyu, presume che lo abbiano portato al palazzo centrale dell'imperatrice e che abbiano inserito là il suo nome. Infatti, Percival, a capo della squadra di protezione degli adolescenti, porta Riyu dall'imperatrice, che chiama subito Ras a rapporto. Lloyd continua ad affrontare i Photac e, tramite i comunicatori, viene avvisato da Arin e Sora del ritrovamento di Riyu, che però si trova nelle mani dell'imperatrice Beatrix. Quest'ultima chiede a Ras di far chiamare la dottoressa LaRow per prosciugare tutta l'energia di Riyu, ma Ras si oppone a Beatrix, poiché ha bisogno lui stesso di Riyu. L'imperatrice ribadisce a Ras chi comanda e riesce a convincerlo a chiamare la dottoressa.
Kai, intanto, si è ricongiunto con Nya e scopre che anche sua sorella, come lui, ha seguito, dal regno delle nuvole, uno spirito che l'ha portata nello strano monastero in cui si trovano. Il fantasma si fa rivedere dai due e gli conduce al punto centrale della struttura, dove si trova una capsula di metallo che va attivata. Lo spirito incoraggia Kai e Nya ad attivarlo, facendo sentire molto meglio la sua voce, che ai due sembra essere quella del maestro Wu. Nya, allora, con le saldature del fuoco di Kai, attiva la capsula. Quest'ultima si apre liberando Zane, che si trovava al suo interno. Il nindroide rivela di essere disattivo dagli eventi della fusione e che il monastero in cui si trovano si chiama monastero di Imperium, pronto a decollare.
Arin e Sora arrivano nel palazzo centrale, dove è ingabbiato Riyu, e si introducono dalla finestra, da dove vedono che la dottoressa LaRow e la sua assistente Jordana vogliono prosciugare Riyu. Tramite il comunicatore, Arin chiede a Lloyd cosa fare, ma il ninja verde, durante la battaglia, perde il controllo e cerca di trovare la sua pace interiore, ricordando le parole del maestro Wu, quando da piccolo venne addestrato proprio a mantenere la calma dentro di sé. Allora, Lloyd, per distrarre l'imperatrice da Riyu, chiede ai draghi e a Wyldfyre di portare la battaglia al palazzo centrale. Arin e Sora escono alla scoperto e affrontano la dottoressa LaRow per salvare Riyu, mentre Ras e Rapton, per ordini di Beatrix, combattono fuori dal palazzo contro Lloyd, Wyldfyre e i draghi. Durante la battaglia, però, un enorme monastero si sopraeleva nella piazza centrale. Dal suo interno, escono Kai, Nya e Zane, pronti a combattere.

## La battaglia del Secondo Monastero
- Titolo originale: The Battle of the Second Monastery
- Diretto da: Shane Poettcker
- Scritto da: Kevin Burke e Chris "Doc" Wyatt

### Trama
La dottoressa LaRow rivela ad Arin che il vero nome di Sora, in origine, era Ana. Poi dice ai due che non hanno speranze e mostra che Lloyd e i draghi stanno perdendo contro gli artigli di Imperium. Ma, in quel momento, sopraggiungono, nella battaglia, Kai, Nya e Zane, che escono dal secondo monastero che hanno fatto decollare loro stessi. La dottoressa LaRow distrugge i comunicatori di Arin e Sora, non permettendo loro di poter interagire con Lloyd, ma Arin va su tutte le furie e attacca la dottoressa, che odiando la violenza fisica, scappa via per avvisare Lord Ras. Tuttavia, Sora viene impegnata da Jordana, sua ex compagna di classe e assistente della dottoressa. Intanto, Lloyd si ricongiunge con Kai e Nya e riabbraccia dopo tanto tempo Zane. Il nindroide rivela a Lloyd che quando si è interfacciato con il monastero che hanno fatto decollare, esso si è presentato come monastero di Imperium. Il ninja verde avvisa gli altri ninja che i Photac sono indistruttibili e che stanno solo guadagnando tempo per aspettare Arin e Sora, che una volta liberato Riyu, potranno disattivare i Photac.
La dottoressa, intanto, avvisa Ras della rivolta di Arin e Sora, per cui l'uomo tigre si dirige subito all'interno del palazzo per evitare che Riyu venga liberato. Invece, i ninja, Wyldfyre e i draghi di rifigiano all'interno del monastero di Imperium, per tentare di resistere agli attacchi dei Photac guidati da Rapton. I ninja comprendono che il motivo per il quale Kai e Nya sono riusciti a ricongiungersi in quel monastero, pur arrivando da luoghi distanti, è che la porta della struttura è in realtà un portale, collegato con il monastero di Spinjitzu. Lloyd propone quindi di far fuggire i draghi da quel portale, ma Zane dichiara che per farli entrare tutti lì dentro servirebbe un'enorme energia, altrimenti il portale non reggerebbe. Tuttavia, il nindroide, rileva, sotto il monastero, una gigantesca quantità di energia, perciò, Lloyd, supponendo che il monastero di Imperium sia uguale a quello di Spinjitzu, riesce a trovare un passaggio segreto con delle scale che portano a un piano inferiore. Allora, Lloyd e Zane non perdono tempo e ci si intrufolano. Passando da dei cunicoli, giungono dinanzi a un'enorme sfera che contiene un drago, che a Zane sembra essere la fonte di energia. Il drago chiede al ninja verde e al ninja del ghiaccio di non essere liberato poiché è un drago sorgente. La sua liberazione porterebbe alla distruzione totale del mondo, cominciata già con la fusione, quando gli artigli di Imperium lo hanno catturato, mettendo in pericolo il mondo stesso.
Nel frattempo, Ras si scontra con Arin e Sora, che mettendo in pratica le lezioni di Lloyd, riescono a stendere l'uomo tigre. Ras, però, va su tutte le furie e mette fuorigioco Arin, per poi sbattere Sora lontano da lui. Sora, tuttavia, finisce sulla gabbia di Riyu, che si apre e permette al piccolo draghetto di donare la sua scintilla a Sora. Quest'ultima, grazie al suo potere, accartoccia la gabbia e ci intrappola Ras dentro. Invece, Lloyd e Zane parlano ancora col drago sorgente, che rivela di poter prestare a Lloyd l'energia necessaria per aprire il portale, ma ciò potrebbe avere conseguenze gravi. Lloyd accetta e prende il potere, cominciando ad avere delle visioni. Insieme a Zane torna al piano superiore e attiva il portale, facendo scappare tutti i draghi, per poi svenire tra le braccia del nindroide. Gli artigli di Imperium sfondano la porta del monastero, ma Sora, avendo il potere di Riyu, disattiva i Photac e scappa, tramite il portale, con Arin e i ninja. Lloyd si risveglia giorni dopo nel monastero di Spinjitzu, dove ci sono tutti i suoi amici, mentre, a Imperium, Beatrix fa imprigionare Ras per i suoi fallimenti e ammette che, d'ora in poi, sarà lei stessa a scendere in battaglia.

## Il Tempio dei Nuclei del Drago
- Titolo originale: The Temple of the Dragon Cores
- Diretto da: Daniel Ife
- Scritto da: Kevin Burke e Chris "Doc" Wyatt

### Trama
A Ninjago, quattro persone finiscono in pericolo a causa del terremoto di una fusioscossa. I ninja, tornati giorni dopo dalla battaglia di Imperium, intervengono con i draghi e salvano le persone. Dopo la missione, i draghi vengono riportati nelle loro stalle, cioè delle grotte sotto il monastero di spinjitzu che si sono create dopo la fusione. Insieme ai draghi vive Wyldfyre, che preferisce stare con le bestie, piuttosto che con i ninja. Lloyd, intanto, comincia a prendersi carico di tutte le faccende domestiche del monastero, cercando, ancora una volta, di imitare il maestro Wu. Tuttavia, Zane lo convince a fermarsi per parlare a lui e gli altri ninja di qualcosa di ben più importante. Il nindroide rivela di aver passato gli ultimi giorni a recuperare ciò che si era perso quando era offline, scoprendo che le fusioscosse stanno aumentando di numero e che, presto, saranno ovunque simultaneamente, fino al momento della distruzione totale del mondo, problema a cui non c'è soluzione.
Nya rivela che, mentre era nel regno delle nuvole, ha trovato una pergamena che parlava di un tempio dei nuclei del drago, dove, in antichità, era custodito un immenso potere che ha evitato la coalescenza in passato, ovvero la fusione avvenuta nel presente. Nya ammette che non sapeva dove si trovasse il tempio, ma grazie ai dati di Zane è riuscita a capire la posizione. Nel frattempo, a Imperium, l'imperatrice Beatrix mente ai cittadini negando la fuga dei draghi liberati dai ninja, ma la dottoressa LaRow ammette che senza quei draghi l'energia della città dovrebbe diminuire per soddisfare a pieno la popolazione. Beatrix, però, non vuole che gli imperiani si arrabbino, per farli stare buoni e sottomessi, e attribuisce la colpa del problema ai ninja, a cui ha mandato Rapton per spiarli. Nel frattempo, i ninja, seguiti da Rapton, giungono in un enorme albero, in cui è presente il tempio dei nuclei del drago. Dopo vari tentativi, Arin, Sora e Wyldfyre riescono ad aprire la porta e ad entrare con gli altri ninja. All'interno trovano due spiriti arrabbiati che li attaccano, immuni ai poteri degli elementi.
Lloyd comprende che, per calmare gli spiriti, deve mettere in ordine un tavolino sotto la statua del Primo maestro di Spinjitzu, presente nel tempio. Gli spiriti, così, si calmano e si fondono in un unico fantasma, che per ringraziarli di aver ordinato il tavolino, racconta la storia del tempio. Infatti, molto tempo prima che il tempo avesse un nome, il Primo maestro di Spinjitzu creò Ninjago, ma anche alcuni degli altri regni. Un giorno mentre meditava, il Primo maestro di Spinjitzu previde un momento in cui tutti i regni si sarebbero uniti, ovvero la coalescenza. Pertanto, si presentò al cospetto dei sette draghi sorgente e li pregò di donare liberamente l'energia in modo da forgiare tre nuclei del drago, che in futuro tennero a bada la coalescenza, evitando che i regni si scontrassero tra loro. Ma, il Primo maestro di Spinjitzu, avendo paura dell'uso sbagliato che potevano fare persone malvagie dei nuclei del drago, decise di nasconderlo in tre posti diversi: il giardino madre, il pinnacolo dei cristalli e le terre selvagge. Dopo aver ascoltato la storia, i ninja tornano al monastero, mentre Rapton, avendo origliato tutto, avvisa Beatrix. Quest'ultima decide di impossessarsi dei tre nuclei, ma non per fermare le fusioscosse, bensì per utilizzarli al pari di un'arma ed eliminare i ninja per sempre.

## Battaglia marittima
- Titolo originale: Gangs of the Sea
- Diretto da: Shane Poettcker
- Scritto da: Eugene Son

### Trama
A Imperium, mentre Ras è ancora in prigione, l'imperatrice Beatrix ordina a Rapton di seguire i ninja per recuperare i tre nuclei del drago prima di loro. Nel frattempo, al monastero di spinjitzu, i ninja decidono di dividersi in tre squadre per cercare i nuclei. Pertanto, mentre Zane resta al monastero insieme a Mr. Frohicky, chiamato per aiutare i ninja nelle faccende domestiche del monastero durante la loro assenza, Lloyd e Arin partono con il bounty, Nya e Sora si uniscono insieme a Riyu, mentre Kai e Wyldfyre, nonostante le divergenze, decidono di viaggiare in sella a Heatwave.
Durante il viaggio sul bounty, Lloyd e Arin, annoiati, decidono di meditare e poi allenarsi. Il ninja verde chiede, quindi, al suo allievo, di ritentare di trasferire lo Spinjitzu a un oggetto, come aveva fatto qualche tempo prima a Crossroads, nello scontro contro Dorama. Arin comincia quindi a lanciare dei piatti, cercando di trasferire in essi lo Spinjitzu. Dopo tanti tentativi, ci riesce, ma il piatto, lanciato con quella forza, finisce sul motore del bounty e lo spacca. L'aeronave smette di volare e cade in mare. Lloyd, allora, attiva le vele per navigare e spera di trovare qualcuno a cui chiedere aiuto. Lloyd e Arin giungono ad un villaggio galleggiante in mare, dove però vengono attaccati da una banda di merlopiani che controlla un granchio gigante. Dopo un piccolo scontro con la banda del mare, Lloyd e Arin fuggono via e s'imbattono in una piattaforma galleggiante più piccola. Qui conoscono dei coltivatori di alghe che raccontano ai due che il loro villaggio è stato preso dai merlopiani e dal granchio gigante.
Lloyd, allora, allena, per tutto il giorno, gli abitanti, convincendoli a riprendersi il villaggio. Quando arriva la sera, tutti insieme, tornano al villaggio e attaccano i merlopiani. Lloyd si scontra contro quello con la corona e capisce che non è lui a comandare la banda, ma la stessa corona che ha in testa, collegata al granchio gigante che ha preso, quindi, il controllo della mente dei merlopiani. Lloyd toglie la corona al capo, che tornato in sé, chiede alla sua banda di unirsi ai coltivatori di alghe per sconfiggere il granchio gigante. Arin capisce che la fonte del potere del granchio è il dente centrale. Allora Lloyd stacca il dente e il granchio torna a essere solo una piccola creatura. Un meccanico tra i coltivatori di alghe si sdebita con Lloyd riparando il bounty. Così, Arin e il ninja verde ripartono verso il giardino madre, dove si trova il nucleo del drago viola.

## Le Zanelimpiadi
- Titolo originale: Wydly Inappropriate
- Diretto da: Daniel Ife
- Scritto da: Liz Hara

### Trama
Kai e Wyldfyre, diretti verso le terre selvagge, luogo in cui si trova uno dei tre nuclei del drago, finiscono per scontrarsi contro degli uomini scheletro, che accusano i due di aver rubato le loro gemme. Kai si difende ma Wyldfyre mostra il sacchetto con le gemme, ammettendo di averle rubate per fare uno scherzo. Gli scheletri vanno su tutte le furie e tentano di uccidere Kai e Wyldfyre. Tuttavia, il ninja del fuoco, cerca di farli ragionare e li convince a non attaccarli. Il re degli scheletri, allora, dà la mano a Wyldfyre, come segno di pace, ma lei fa un altro scherzo utilizzando il suo potere degli elementi per infuocare la mano. Gli scheletri si arrabbiano di nuovo, per cui Kai e Wyldfyre montano in sella a Heatwave e scappano via verso le terre selvagge.
Nel frattempo, Zane, rimasto al monastero, rivela a Mr. Frohicky che il portale che hanno utilizzato per arrivare al monastero di Imperium è disattivato, ma potrebbe rivelare informazioni utili sulla fusione e sulla posizione di Cole, Jay, P.I.X.A.L. e il maestro Wu. Tuttavia, per riattivare il portale, Zane cerca di usare un apparecchio che però deve essere riparato con un tipo speciale di bobina, pezzo raro a Ninjago. Mr. Frohicky, quindi, porta Zane a Crossroads, nella discarica di Kreel, ma non avendo soldi per pagare, vengono cacciati via. Allora, Zane, senza farsi riconoscere dalla gente comune tramite un travestimento, decide di partecipare alle zanelimpiadi evento annuale che si tiene a Crossroads per onorare proprio il nindroide. Nonostante le sfide siamo quelle di imitare Zane, il nindroide stesso, per una serie di sfortune, non riesce a imitare sé stesso e arriva terzo. Tuttavia, gli viene assegnato un premio di consolazione in denaro, con cui può pagare la bobina.
Intanto, Kai e Wyldfyre raggiungono le terre selvagge, dove si scontrano con delle piccole creature chiamate magmarocce. Wyldfyre sostiene di essere loro amica, ma le magmarocce sono scontrose verso di lei e hanno appeso immagini del suo volto dappertutto, come se fosse una ricercata. Le magmarocce infatti, rivelano a Kai che Wyldfyre, in passato, non solo ha fatto loro scherzi di pessimo gusto, ma ha imbrattato la statua di un loro grande antenato. Per questo motivo, rifiutano di dare a Kai il nucleo del drago rosa. Kai, però, trova un compromesso con le magmarocce, dicendo loro che, se Wyldfyre rimedierà ai suoi errori, avranno il nucleo. Wyldfyre, allora, ripulisce tutto ciò che ha imbrattato, ma le magmarocce non mantengono la promessa e gettano il nucleo rosa nel buco senza ritorno. Kai e Wyldfyre, nonostante la pericolosità, entrano nel buco e recuperano il nucleo, ma, quando risalgono, incontrano Dorama, alleato ancora con Imperium, intenzionato a rubare proprio il nucleo.

## L'ultimo Djinn
- Titolo originale: The Last Djin
- Diretto da: Shane Poettcker
- Scritto da: Hanah Lee Cook

### Trama
Nya e Sora percorrono un cunicolo di una struttura sotterranea alla ricerca del nucleo del drago giallo, che non avevano trovato nel punto in cui avrebbe dovuto essere. Nya, quindi, spiega a Sora di avere con sé delle gemme magiche degli antichi Djinn, delle creature simili ad un genio, in grado di esaudire dei desideri, che facevano parte dell'antico regno di Djinjago, andato però distrutto da tempo. Mentre Sora continua a ripetere quanto sia perseguitata dalla sfortuna, Nya posiziona le gemme magiche nelle fessure di una pietra, supponendo che così riveleranno la vera posizione del nucleo. Tuttavia, non accade nulla, e le due ragazze, insieme a Riyu escono dal cunicolo. Nel momento in cui vanno via, vengono attaccati da degli spettri urlatori, e si accorgono di aver ricevuto una maledizione. Non potendoli sconfiggere, Nya e Sora montano in sella ai loro draghi e scappano via.
Al monastero, Zane continua a studiare il portale apparso sotto il monastero di Spinjitzu dopo la fusione, collegato a sua volta con il monastero di Imperium. Zane cerca di capire come attivare il portale parlando con una foto di P.I.X.A.L., come se la nindroide fosse lì. Zane spiega a Mr. Frohicky che in questo modo riesce a concentrarsi di più e a lavorare meglio. Mr. Frohicky, allora, tenta di dare una mano cercando di pulire e fare le faccende domestiche al monastero, creando, tuttavia, solamente danni. Dopo aver distrutto il salotto con un aspirapolvere e aver mischiato le pergamene supponendo di averle messe in ordine, Mr. Frohicky dice a Zane di voler andare via, poiché non si sente gradito al monastero. Il nindroide, però, lo incoraggia a restare, affermando che tutti hanno bisogno di tempo prima di adattarsi a un nuovo posto.
Nya e Sora, invece, vengono portate dal drago da cui Sora ha preso il nome su un'isola volante. Qui incontrano Arrakore, un Djinn rosso, che rivela di essere l'ultimo Djinn rimasto, in quando il suo regno, Djinjago è andato distrutto, ma lui si è salvato poiché in quel momento era in un altro regno, esattamente nel pinnacolo dei cristalli. Arrakore, inoltre, riconosce il drago da cui Sora ha preso il nome come Zanth, rivelando quindi il suo vero nome. Tuttavia, quando viene a sapere che Nya e Sora hanno usato le gemme magiche, rivela che quelle gemme sono potenti e non vanno mai usate senza il potere di un Djinn, affermando che le due ragazze sono state maledette e verranno braccate per sempre dagli spettri urlatori. Nya chiede ad Arrakore di esaudire un desiderio, in quanto Djinn, ma lui ammette di aver perso il potere da quando Djinjago è stata distrutta. Tuttavia, Sora capisce che il vero potere di Arrakore deriva dalla speranza e lo incoraggia a ritrovare il suo potere. Quando Arrakore capisce di avere un enorme potere, Nya desidera che gli spettri urlatori vengano annientati, per cui il desiderio viene esaudito. Nya e Sora ringraziano Arrakore, che volendosi sdebitare con loro per avergli fatto ritrovare il potere, ammette di volerle aiutare a trovare il nucleo del drago giallo.

## Alla Ricerca dei Nuclei
- Titolo originale: They Call it Doom
- Diretto da: Daniel Ife
- Scritto da: Kevin Burke e Chris "Doc" Wyatt

### Trama
Kai e Wyldfyre affrontano Dorama per recuperare il nucleo del drago rosa. Tuttavia, le magmarocce, non volendo consegnare a nessuno il nucleo, intervengono per riprenderselo e nasconderlo di nuovo. Nel frattempo, Arin e Lloyd giungono nel giardino madre, altro luogo in cui si trova il nucleo del drago viola. Quest'ultimo è esposto al centro del giardino, ma Arin è titubante nel prenderlo, poiché per lui potrebbe essere una trappola. Lloyd a Arin discutono sul da farsi, ma in quel momento appaiono delle lumache umanoidi che ringraziano i due per non aver rubato il nucleo, in quanto la loro prova è vedere se i visitatori tentano di prenderlo senza chiedersi se possono. Il capo delle lumache, infatti, rivela che, poco prima, un tizio aveva provato proprio a rubarlo. Arin e Lloyd scoprono che si tratta di Rapton, che sotto il comando dell'imperatrice Beatrix, aveva tentato di impossessarsene.
Nya e Sora, intanto, dopo aver passato un'ottima serata con Arrakore, decidono di salutare il Djinn, che tuttavia, volendosi sdebitare, offre loro un desiderio. Nya desidera che possa trovare il nucleo del drago giallo e magicamente compare una bussola, che indica una precisa direzione. Le due ragazze ringraziano ancora Arrakore e partono alla ricerca del nucleo. Nel giardino madre, invece, Rapton chiede a Lloyd e Arin di essere liberato, in quanto le lumache ammettono di volerlo eliminare, poiché ha provato a rubare il nucleo del drago viola. Arin e Lloyd discutono a lungo, ma nonostante si tratti di Rapton, chiedono alle lumache di liberarlo. Queste rispondono che non possono, a meno che qualcuno non provi ad arrivare alla fine del sentiero impossibile, da cui nessuno è mai uscito. Lloyd accetta la sfida e decide di percorrere lui questo sentiero.
Nelle terre selvagge, il nucleo del drago rosa, invece, continua a essere conteso tra Kai e Wyldfyre, Dorama e le magmarocce. Tuttavia, Heatwave, il drago di Wyldfyre, si interpone fra tutti e fa sì che la sua padrona possa scappare con il nucleo. Così, mentre Dorama rimane a mani vuote, Kai e Wyldfyre fuggono con il nucleo, ma una volta al sicuro, si accorgono che Heatwave si è ferito. Lloyd, intanto, percorre il sentiero impossibile senza problemi, poiché è pericoloso solo per le lumache, in quanto ricoperto di sale. Rapton viene quindi liberato, ma spara a tutti e ruba ancora il nucleo viola. Lloyd e Arin seguono Rapton, che tuttavia viene steso da due persone dall'aspetto di impiegati che fuggono via col nucleo attraverso un portale. Lloyd e Arin, allora, saltano nel portale per recuperare il nucleo ancora un volta. Nya e Sora, nel frattempo, seguendo la bussola, giungono nel posto indicato, una terra ricca di cianfrusaglie, dove scrutano due persone a spiarle. Nel tentativo di seguire queste persone, Sora e Nya s'imbattono in un grande golem di roccia che cerca di difenderli. Nya, però, si accorge dalla voce che, in realtà, quel golem è Cole.

## La Terra delle cose perdute
- Titolo originale: Land of Lost Things
- Diretto da: Shane Poettcker
- Scritto da: Glen Lakin

### Trama
Cole ritorna nella sua natura umana, sfaldando l'armatura di rocce da golem. Nya spiega a Sora che Cole è il ninja della terra, disperso come tutti gli altri dopo la fusione. Cole rivela di essersi svegliato nel luogo in cui si trovano, ovvero la terra delle cose perdute, luogo in cui finiscono tutti gli oggetti persi dai vari regni. In quel posto, ha fatto conoscenza dei trovatori, individui che cercano le cose perdute per farci qualcosa. Nya capisce che i trovatori sono le persone che stava seguendo, ovvero Fritz e Spitz, rispettivamente un mutaforma e una serpentina, amici di Cole. Mentre i ninja parlano, un enorme robot, chiamato accumula-bot li attacca. Il ninja della terra spiega a Nya e Sora che quel robot è formato da tante cianfrusaglie e, più viene attaccato, più diventa forte.
I ninja e i trovatori si rifugiano in un edificio a forma di contenitore chiamato Cap di noodle. Qui, Nya e Sora fanno conoscenza con Geo, un munce proveniente da Shintaro, con l'aspetto, però, di un geckle. L'accumula-bot continua a creare problemi, pertanto, Cole e i trovatori portano via Nya e Sora, mentre Geo rimane nella Cap di noodle. Geo, infatti, si rivela essere un maestro degli elementi, nell'esattezza il maestro dell'unione. Geo, col suo potere, fonde la mano dell'accumula-bot con la Cap di noodle, per poi scappare via. Nel frattempo, nelle terre selvagge, Kai e Wyldfyre, dopo aver recuperato il loro nucleo del drago, tentano di guarire Heatwave. Kai cerca dei geodi in delle pietre, anche se Wyldfyre non ne capisce il senso. Kai fonde i geodi sulla ferita di Heatwave, curandolo e alleviandogli il dolore. Il ninja del fuoco, pertanto, insegna a Wyldfyre che il maestro Wu non allenava solo sul combattimento, ma anche sulla conoscenza.
Nella terra delle cose perdute, Cole porta Nya e Sora al suo rifugio. Spiega che, in quel posto, l'accumula-bot non si avvicina, poiché è presente una macchina che lo tiene lontano. Sora non si spiega come la macchina possa essere attivata, in quanto l'energia è quella dei draghi, ma non c'è nessun drago nelle vicinanze. Cole mostra la fonte di energia che alimenta la macchina, cioè proprio il nucleo del drago giallo che Nya stava cercando. La ninja dell'acqua spiega che le serve quel nucleo, ma Cole si rifiuta di toglierlo dalla macchina, in quanto tiene lontano l'accumula-bot, per cui i trovatori, Geo e Bonzle, quest'ultima una ragazza scheletro, sarebbero in pericolo. Sora trova tuttavia il modo di alimentare la macchina senza il nucleo, cioè sfruttare il potere di Geo. In quel momento, però, fa irruzione la dottoressa LaRow, inviata da Beatrix per recuperare il nucleo giallo. Senza il nucleo che alimenta la macchina, l'accumula-bot si avvicina al rifugio, dando la possibilità alla LaRow di scappare col nucleo. Sora, tuttavia, sconfigge l'accumula-bot, ponendo fine ai pericoli dei trovatori. Intanto, la dottoressa LaRow torna a Imperium e avvisa l’imperatrice Beatrix del successo della missione.

## L'Amministrazione
- Titolo originale: The Administration
- Diretto da: Daniel Ife
- Scritto da: Eugene Son

### Trama
Arin e Lloyd escono dal portale attraversato dal giardino madre, ritrovandosi in un luogo gigantesco, pieno di uffici e impiegati. Chiedendo informazioni, i due vengono a sapere di essere in un luogo chiamato amministrazione. Quando, tuttavia, due agenti chiedono loro i permessi per stare lì, si ritrovano costretti a dire di non averli, ma attraverso i tubi tecnologici dell'edificio, i due agenti ricevono i permessi e li lasciano andare. Lloyd e Arin si chiedono chi abbia prodotto quei permessi, ma, poco dopo, i due agenti si accorgono che sono dei falsi, per cui danno l'allarme all'amministrazione della presenza dei due intrusi. Arin e Lloyd provano a scappare e a nascondersi nel tentativo di recuperare il nucleo del drago rosa preso dagli agenti nel giardino madre. Mentre corrono nell'amministrazione, un misterioso ignoto continua ancora a inviarli dei messaggi per aiutarli a scappare e per dire loro di raggiungerlo.
Quando Arin e Lloyd arrivano nella cabina indicata dai messaggi, scoprono che il mittente è Zane. Il nindroide spiega ai due che è stato reso prigionerio dall'amministrazione. Infatti, mentre cercava di riattivare il portale del secondo monastero, due agenti sono usciti da un portale presentandosi dinanzi a lui e dicendogli che aveva fatto troppi tentativi per usare un dispositivo ricco di energia, come la bobina per aprire il portale. Per cui lo hanno portato in amministrazione a lavorare con loro. Zane rivela che non aveva mai sentito parlare dell'amministrazione, poiché è una parte dell'ex regno della follia. Nel frattempo, nelle terre selvagge, Kai spiega a Wyldfyre l'importanza della calma e le dice di avere pazienza nell'aspettare che Heatwave guarisca. La lezione dà i suoi frutti, ma nel momento in cui stanno per andare via, Kai si accorge che il nucleo del drago viola è un falso e che, quindi, Dorama ha rubato quello vero.
All'amministrazione, intanto, Zane, tramite le sue abilità al computer, trova il nucleo del drago e scopre che è nel reparto demolizioni per essere distrutto, in quanto considerato oggetto pericoloso. I tre vanno in quel reparto tramite un tubo di aerazione, ma vengono separati da due agenti che cambiano la loro direzione dal computer. Arin finisce in un reparto dove altrettanti impiegati riportano delle persone, che dopo la fusione sono finiti in uno stato dormiente, nel loro regno di origine. Arin pensa che lì possa trovare i suoi genitori, ma scappa via quando i due agenti si accorgono che si trova in quel posto illegalmente. Quando Arin va via, il direttore del reparto, infastidito dai rumori, sgrida i due agenti, rivelando la sua vera identità, ovvero quella di Jay, il ninja del fulmine, disperso come tutti gli altri. Lloyd, intanto, recupera il nucleo viola dal reparto demolizioni, si riunisce con Zane e Arin e, poi, scappa tramite un portale ritornando, insieme ai suoi amici, nel giardino madre. I tre salgono sul bounty e tornano al monastero, dove trovano Kai e Wyldfyre che rivelano di non avere il nucleo, poiché rubato da Dorama, mentre Nya e Sora non sono ancora tornate. Lloyd spiega che devono evitare a tutti i costi che il nucleo rosa rubato finisca nelle mani dell'imperatrice, perciò tutti quanti, con il bounty, si dirigono a Imperium.

## Potere assoluto
- Titolo originale: Absolute Power
- Diretto da: Shane Poettcker
- Scritto da: Hanah Lee Cook

### Trama
In un flashback viene mostrato quando Ras, molto prima della fusione, si recò ad Imperium per parlare con l'imperatore Levo, sovrano all'epoca. Levo era affiancato dalle sue figlie, le principesse gemelle Zeatrix e Beatrix, anche se la prima era nata tre minuti prima della seconda, per cui era l'erede al trono. Ras rivelò a Levo di arrivare dal regno delle Terre selvagge per aiutare Imperium ad avere energia infinita per sempre tramite la cattura di un drago sorgente. Levo, però, chiese a sua figlia Zeatrix, possedente di un potere degli elementi, di scacciare l'uomo tigre, poiché non era interessato alla cattura del drago sorgente, perché sapeva della pericolosità di questa azione.
Nel presente, Dorama e la dottoressa LaRow arrivano a Imperium con i nuclei del drago rosa e giallo, ma manca Rapton con il nucleo viola. Stranamente, Rapton si presenta con il nucleo e l'imperatrice Beatrix, in possesso di tutti e tre gli oggetti che aveva cercato, convoca tutti nel laboratorio dei sistemi avanzati per attivare l'arma con cui vuole uccidere i ninja. Tuttavia, una volta disposti i nuclei nell'arma per testarla, la dottoressa LaRow rivela che uno dei nuclei emana un'energia diversa. Nonostante tutto, Beatrix testa lo stesso l'arma, ma il test fallisce facendo esplodere gran parte della stanza. L'imperatrice si reca quindi da Ras, ancora incarcerato, per chiedergli un aiuto. Ras chiede di essere liberato ricordando all'imperatrice che è salita al trono grazie a lui. Infatti, prima della fusione, dopo essere stato rifiutato da Levo, Ras fu stato contattato da Beatrix, interessata alla cattura del drago sorgente. Dopo essersi alleati, Ras e Beatrix piazzarono una bomba sulla navicella volante di Levo, che morì allo schianto, e accusarono Zeatrix dell'omicidio. Beatrix, rimasta l'unica erede al trono, divenne quindi imperatrice. Nel presente, Ras ribadisce che senza di lui, Beatrix non sarebbe riuscita a fare nulla, ma l'imperatrice, riempita da un grande ego, si sente in grado di fare tutto da sola e lascia Ras nella cella.
Nel frattempo, i ninja, ai confini di Imperium, distraggono delle guardie e riescono a entrare nella città, dove vengono aiutati da Percival e i suoi amici che da squadra di protezione di Imperium sono diventati squadra di resistenza di Imperium, poiché hanno capito che le parole di Beatrix sono solo menzogne. Invece, Nya e Sora progettano un'armatura per i draghi che permette di scalfire la barriera di Imperium, ma Cole non va con loro poiché ammette di aver sentito la voce del maestro Wu, la stessa di Nya e Kai, e di volerla seguire. Nya, quindi, saluta Cole e monta in sella ai draghi con Sora. A Imperium, Beatrix viene a sapere dell'incursione dei ninja a Imperium e chiede alla dottoressa LaRow di attivare lo stesso l'arma. LaRow si rifiuta poiché uno dei nuclei, quello portato da Rapton, che intanto è scappato, è un falso. Beatrix chiede a LaRow di usare l'energia del drago sorgente al posto del nucleo, ricevendo però ancora dei rifiuti da parte della dottoressa, ma Jordana, l'assistente di LaRow, vede l'occasione di mostrarsi forte davanti all'imperatrice e si offre di attivare l'arma, rendendo felice Beatrix.

## Siamo tutti Draghi
- Titolo originale: We Are all Dragons
- Diretto da: Daniel Ife
- Scritto da: Liz Hara

### Trama
Percival e la squadra di resistenza di Imperium cercano di condurre i ninja al loro quartier generale, ma l'imperatrice Beatrix si presenta davanti a loro nel suo grosso mech immune ai poteri degli elementi. A Imperium, giungono anche Nya e Sora, che con l'armatura con cui hanno dotato i draghi, riescono a scalfire la barriera della città. I ninja affrontano Beatrix e le sue guardie, ma dovendo necessariamente recuperare i nuclei per fermare le fusioscosse, scappano via, anche grazie all'aiuto dei draghi che tengono impegnata la sovrana del regno. Giunti al quartier generale, Percival spiega di essere riuscito a recuperare video in cui Beatrix insulta gli abitanti di Imperium e ammette di aver ucciso suo padre. Questo è il motivo per cui Percival e i suoi amici si sono schierati contro l'imperatrice.
I ninja e la squadra di resistenza escogitano un piano per hackerare la crittografia delle reti di comunicazione e mostrare al popolo i video che sbugiardano l'imperatrice. Percival ammette che, infatti, nella squadra di resistenza c'è un infiltrato. Pertanto, Lloyd, Nya e Zane si dirigono al laboratorio dei sistemi avanzati per recuperare i nuclei, mentre Kai e Wyldfyre si recano nel magazzino delle armi per farlo esplodere e creare un diversivo per far allontanare le guardie dal laboratorio. Percival accompagna Sora, Arin e Riyu alla torre di trasmissione, dove scoprono che l'infiltrato che si è alleato con la squadra di resistenza è Rapton. Quest'ultimo ammette che il suo desiderio era solo quello di cacciare i draghi, ma Beatrix, ossessionata dal far fuori i ninja, è diventata snervante, per cui si è schierato contro di lei.
I video dell'imperatrice vengono trasmessi in tutta Imperium, scatenando la rivolta degli abitanti contro l'imperatrice Beatrix. Dopo i video, Sora va in diretta e parla al popolo, dichiarando che Beatrix considera gli abitanti bestie senza cervello, proprio come i draghi, cioè esseri da sottomettere e da governare. Questo è il motivo secondo cui Sora dice al popolo la frase "Siamo tutti draghi", in quanto Beatrix non fa distinzioni tra le bestie e le persone. L'Imperatrice va su tutte le furie ma viene contattata da Jordana, che, intanto, è riuscita a prosciugare l'energia del drago sorgente e a creare un terzo nucleo. Lloyd, Nya e Zane raggiungono l’ingresso del laboratorio dei sistemi avanzati, ma Beatrix si presenta ancora una volta davanti a loro, questa volta con l'arma attivata grazie ai tre nuclei. Nonostante Lloyd si chieda come abbia fatto a prendere il terzo nucleo, Beatrix mostra la sua potenza sparando con l'arma verso il cielo e aprendo una fusioscossa.

## Il Potere interiore
- Titolo originale: The Power Within
- Diretto da: Shane Poettcker
- Scritto da: Kevin Burke e Chris "Doc" Wyatt

### Trama
Lloyd, Nya e Zane cercano di convincere Beatrix a fermarsi, in quanto l'arma che possiede, aprendo le fusioscosse, può portare alla distruzione totale del mondo. L'imperatrice non dà ascolto ai ninja, affermando che vogliono soltanto spodestarla e prendere il suo potere. Nella battaglia giungono anche Kai e Wyldfyre, tornati dal deposito delle armi dopo averlo distrutto, e Sora, Arin e Riyu, tornati dalla torre di trasmissione dopo aver trasmesso i video che hanno sbugiardato l'imperatrice Beatrix. Quest'ultima continua ad aprire fusioscosse senza fermarsi, portando pian piano il mondo a una situazione catastrofica di non ritorno. Molti abitanti di Imperium e, poi, anche Rapton, Percival, Wyldfyre e Kai vengono risucchiati dalle fusioscosse, rendendo la situazione complicata da gestire per gli altri ninja. Sora capisce che può distruggere l'arma dell'imperatrice con i suoi poteri della tecnologia, perciò tenta di raggiungere Riyu per avere una scintilla di potere. Il draghetto, però, viene risucchiato anche lui da una fusioscossa, lasciando Sora impotente. Nel frattempo, i terremoti delle fusioscosse, distruggono la porta della cella dove è rinchiuso Lord Ras, che approfitta della situazione per scappare.
Arin, dopo aver perso Riyu, va su tutte le furie, riuscendo a trasferire lo Spinjitzu a un oggetto e a colpire l'imperatrice. Intanto, Sora rivede i suoi genitori, giunti nella battaglia di Imperium. Questi chiedono alla figlia di riunirsi a loro, supponendo che l'imperatrice non farebbe mai del male a nessuno senza motivo. Sora cerca di convincere i suoi genitori che Beatrix è malvagia, ma gli sforzi si rivelano inutili e alla fine Sora ribadisce loro di avere una nuova famiglia. A quel punto, Sora, notando Arin e Lloyd in difficoltà, riesce a sprigionare il suo potere senza la scintilla di Riyu, staccando i nuclei del drago dal mech di Beatrix e distruggendole l'arma. Approfittando del momento di distrazione, Arin, con il suo Spinjitzu, spedisce l'imperatrice Beatrix in una fusioscossa, togliendola finalmente di torno. Tuttavia, Zane rivela che Beatrix ha aperto troppe fusioscosse e ha portato il mondo a una situazione di non ritorno. I ninja salgono sul Bounty con i due nuclei del drago presi dall'imperatrice e tornano a Crossroads, dove scoprono che le fusioscosse sono arrivate anche lì. Grazie a una chiamata di Zane, Mr. Frohicky porta dal monastero a Crossroads il terzo nucleo del drago, completando il numero dei nuclei che servono per fermare le fusioscosse. I ninja, allora, provano a mettere i nuclei vicini, ma l'idea sembra non funzionare. Arin, a quel punto, ricorda come Lloyd sia il tramite dei nuclei sorgente, in grado di trasferire l'energia dei nuclei.
Lloyd, quindi, ricordando le parole del maestro Wu sul mantenere la calma interiore durante un momento di confusione, riesce a usare i nuclei, ponendo fine definitivamente alle fusioscosse. Kai, Wyldfyre, Riyu e Percival vengono quindi sputati dalle ultime fusioscosse, ritornando ad abbracciare i loro amici. Giorni dopo, Lloyd torna a Imperium e usa i nuclei del drago per liberare il drago sorgente imprigionato sotto il regno, scoprendo che i poteri degli elementi derivano proprio dai draghi sorgente. Al monastero, Nya racconta a Zane e a gli altri ninja di aver incontrato Cole e ammette che anche lui ha sentito la voce del maestro Wu e ha deciso di seguirla. Kai e Wyldfyre, invece, continuano ad allenarsi colpendo delle lattine. Quando Kai vede che, mentre lui ha incenerito le lattine, Wyldfyre le ha sciolte, capisce che i due hanno poteri degli elementi diversi. Nel regno di Imperium, intanto, le cose sono finalmente cambiate, poiché l'imperatrice Beatrix è scomparsa e nessuno comanda più col potere assoluto. Intanto, Jordana, la ragazza assistente della dottoressa LaRow, nonché colei che è riuscita a prosciugare il drago sorgente, tenta di scappare da Imperium, ma s'imbatte in Lord Ras, che le fa i complimenti poiché è stata l'unica ad aver preso l'energia del drago sorgente. Ras ammette che l'imperatrice Beatrix era solo uno strumento che aveva usato per usufruire di tecnologie più avanzate, ma che in realtà il suo vero padrone è un altro. Ras, quindi, va via, invitando Jordana a seguirlo per conoscere il suo vero padrone e a lavorare con lui.